# Tattaren
Tattaren är en sjö i Vingåkers kommun i Södermanland och ingår i Norrströms huvudavrinningsområde. Sjön har en area på 0,0963 kvadratkilometer och ligger 58,8 meter över havet. Sjön avvattnas av vattendraget Gärsån.

## Delavrinningsområde
Tattaren ingår i det delavrinningsområde (655422-150743) som SMHI kallar för Mynnar i Öljaren. Medelhöjden är 53 meter över havet och ytan är 39,02 kvadratkilometer. Det finns inga avrinningsområden uppströms utan avrinningsområdet är högsta punkten. Gärsån som avvattnar avrinningsområdet har biflödesordning 3, vilket innebär att vattnet flödar genom totalt 3 vattendrag innan det når havet efter 192 kilometer. Avrinningsområdet består mestadels av skog (52 procent), öppen mark (11 procent) och jordbruk (34 procent). Avrinningsområdet har 0,1 kvadratkilometer vattenytor vilket ger det en sjöprocent på 0,3 procent.